# 덴류촌
덴류촌(일본어: 天龍村)은 일본 나가노현 남단에 있는 시모이나군의 촌이다.

## 지리
나가노현 남단에 위치하고 마을의 남쪽은 아이치현과 시즈오카현에 접한다. 동서로 11.4km, 남북으로 9.9km이며 면적의 90% 이상이 산림이고 마을의 한가운데를 남북으로 흐르는 덴류강과 그 지류가 만드는 V자 계곡 안에 취락이 점재하는 산촌이다.

## 역사
- 1956년 9월 30일 - 히라오카촌과 가미하라촌이 합병해 덴류촌이 되었다.

## 인구
| 연도 | 인구  | ±%     |
| ---- | ----- | ------ |
| 1940 | 5,763 | —      |
| 1950 | 8,337 | +44.7% |
| 1960 | 5,792 | −30.5% |
| 1970 | 4,222 | −27.1% |
| 1980 | 3,389 | −19.7% |
| 1990 | 2,822 | −16.7% |
| 2000 | 2,239 | −20.7% |
| 2010 | 1,657 | −26.0% |

## 교통

### 철도
- 도카이 여객철도 이다선

### 도로
- 국도 418호선